# Reichstag zu Worms (1165)
Der Reichstag zu Worms 1165 war eine Reichsversammlung, die Kaiser Friedrich I. (Barbarossa) im September 1165 in Worms abhielt.

## Vorgeschichte
In dieser Phase der Regierung Friedrich I. tobte eine heftige Auseinandersetzung zwischen einerseits dem Kaiser und dem im Vorjahr auf einem Konzil in Würzburg zum Papst gewählten Paschalis III. sowie andererseits Papst Alexander III. und einer Minorität in der deutschen Kirche. Der ebenfalls 1164 zu Erzbischof von Salzburg gewählte Konrad II. – Onkel des Kaisers – lehnte es ab, Paschalis III. als Papst anzuerkennen. Der Kaiser verweigerte ihm daraufhin die Regalien. Die Reichsversammlung in Worms sollte (auch) dazu dienen diesen Konflikt im Sinne des Kaisers zu lösen. 
Der Kaiser reiste aus Frankfurt am Main kommend nach Worms an und verließ die Stadt anschließend Richtung Köln.

## Inhalt
Entgegen der ausdrücklichen Ladung durch Kaiser Friedrich I. erschien weder der Elekt Konrad noch die – ebenfalls opponierenden – geladenen Vertreter Salzburger Geistlichkeit. Es war bereits das dritte Mal, dass die Salzburger eine Ladung des Kaisers ignorierten. Die Angelegenheit konnte also nicht zu Ende gebracht werden.
Ein weiteres Ereignis, für das die Reichsversammlung genutzt wurde, war die Ernennung des Kanzlers von Friedrich I., Christian von Buch, in Abwesenheit zum Erzbischof von Mainz (als Christian I.).

## Teilnehmer
Die heute noch bekannten Teilnehmer der Reichsversammlung ergeben sich aus Zeugenlisten der bei dieser Gelegenheit ausgestellten Urkunden. Die große Zahl der Beteiligten aus dem Bereich von Besançon erklärt sich daraus, dass der Kaiser am 19. September 1165 in Worms das Kloster Château-Chalon in seinen Schutz nimmt, dessen Besitzungen sowie das Recht der freien Wahl der Äbtissin bestätigt. Da offenbar von vorneherein klar war, dass diese Reichsversammlung politisch von geringer Bedeutung sein würde, wurde sie von führenden Trägern politischer Macht im Reich kaum besucht und unterscheidet sich so deutlich von vorangegangenen Reichsversammlungen in Worms. Überwiegend nahmen daran teil: Mitglieder des Hofes, Wormser und externe Bittsteller. Bezeugt sind:
- Erzbischofs-Elekt Herbert[5] von Besançon[4]
- Bischof Konrad von Worms[4][6][7]
- Abt Hermann von Fulda[6][7]
- Äbtissin Petronilla[4] des Benediktinerklosters Château-Chalon
- Abt Ado von Saint-Oyen-de-Joux in Burgund[4]
- Abt Suffrid vom Luxueil[4]
- Abt Guichard von Faverney[4]
- Abt Ticelin von Corneux[4]
- Archidiakon Friedrich aus Besançon[4]
- Dompropst Sifrid aus Worms[6][7]
- Propst Emicho von St. Paulusstift in Worms[6][7]
- Propst Konrad vom Cyriakusstift in Neuhausen[7]
- Propst Konrad vom St. Andreasstift in Worms[7]
- Propst Sifrid vom St. Martinstift in Worms[7]
- Domdekan Heinrich aus Worms[6][7]
- Domkantor Heinrich aus Worms[7]
- Domscholaster Ulrich aus Worms[7]
- Domkustos Albert aus Worms[7]
- Thesaurar Eberhard des Domstifts St Johannes in Besançon[4]
- Thesaurar Wibert vom St. Stephan aus Besançon[4]
- Magister und Domkanoniker Guido aus Besançon[4]
- Kanoniker Stephan von St. Stephan aus Besançon[4]
- Herzog „Ulrich“ von Böhmen (Vladislav II. ?)[6][7]
- Graf Simon I. von Saarbrücken[6][7]
- Graf Emich III. von Leiningen[6][7]
- Graf Folmar von Saarwerden[7]
- Graf Gottfried von Sponheim[7]
- Graf Stephan von Mâcon[4]
- Graf Amadeus II. von Mömpelgard[4]
- Graf Gaucher (Walcheus) von Salins[4]

Graf Burchard (Bonardus) von Asuel
- Graf Markward von Grumbach[4][6][7] und sein gleichnamiger Sohn,
  - Markward der Jüngere[6]
- Graf Thiebert von Montemoreto[4]
- Ulrich von Herrlingen[6][7]
- Berthold von Schauenburg[6][7]
- Werner von Steinberg[6]
- Walter von Hausen[6][7]
- Bernger von Ravenstein[6]
- Werner von Bolanden[6][7]
- Bertolf von Scharfenberg[6]
- Heinrich von Falkenstein[6]
- Hunfrid von Falkenstein[6]
- Mundschenk Konrad Kolbe[6] und seine Brüder
  - Ludwig[6] und
  - Bernger[6]
- Truchsess Rudolf[6]
- Magister Umbert (wohl aus Besançon)[4]
- Magister Guido (wohl aus Besançon)[4]

Da eine vom Kaiser in der Reichsversammlung ausgestellte Urkunde den Münzmeistern von Worms ihre Rechte bestätigt und eine zweite Urkunde einen in der Stadt entstandenen erbrechtlichen Streit beigelegte, werden durch die beiden Zeugenliste erstmals auch Wormser Bürger im Zusammenhang mit einer Reichsversammlung namentlich fassbar:
- Vitztum Sifrid[6][7] und sein Bruder
  - Burchard[6][7]
- Schultheiß Rigoho[6] (oder Rikezo[7]) und sein Bruder
  - Gerlach[6][7]
  - Heinrich[6]
- Werner, der Zöllner[6][7], und sein Bruder
  - Giselbrecht[6][7]
- Adelbert Bertold[6] und sein Bruder
- Baldemar[6]
- Dudo[6] und seine Brüder Reinhard[6][7] und Wichnand[7]
- Gerbot[6]
- Gernot[6]
- Konrad[6]
- Raimund[6]
- Sifrid Heihel der Alte[6][7] und seine Söhne
  - Ortolf[6] und
  - Lutfrid[6]
- Winant[6]